# ロルカ
ロルカ(Lorca)は、スペイン・ムルシア州のムニシピオ（基礎自治体）。ムルシア州都ムルシアの南西約60kmの距離にある。

## 歴史
ロルカ周辺には、既に青銅器時代から人が定住していた（エル・アルハル文化）。古代ローマ時代はエリオクロカ(Eliocroca)、イスラム支配時代にはルルカ(Lurka)と呼ばれていた。市内の旧市街は、アラブ文化の名残の狭い通りと小路が続いている。
レコンキスタ時代、ロルカは、カスティーリャ王国とグラナダ王国との境に近接した国境の町だった。市の要塞の名残をとどめる四角い塔が、町の多くの場所から見られる。アルフォンシーナ塔は、カスティーリャ王アルフォンソ10世にちなんで名付けられた。
2011年5月11日に発生したスペイン南部地震はロルカを震源としており、ロルカ地震とも呼ばれる。この地震はマグニチュード5.1の直下型地震であり、深さは2-3kmだった。ロルカでは住宅の約80%が何らかの被害を受け、ロルカ城を含めて33の文化遺産が被害を受けた上に、この地震による死者9人すべてがロルカの住民だった。ロルカには中世以降に建てられた耐震構造を備えていない建築物が多いために被害が拡大したとされる。

2011年のスペイン南部地震でのロルカ市の主な被害
震源、 建物の被害、 死者

## みどころ

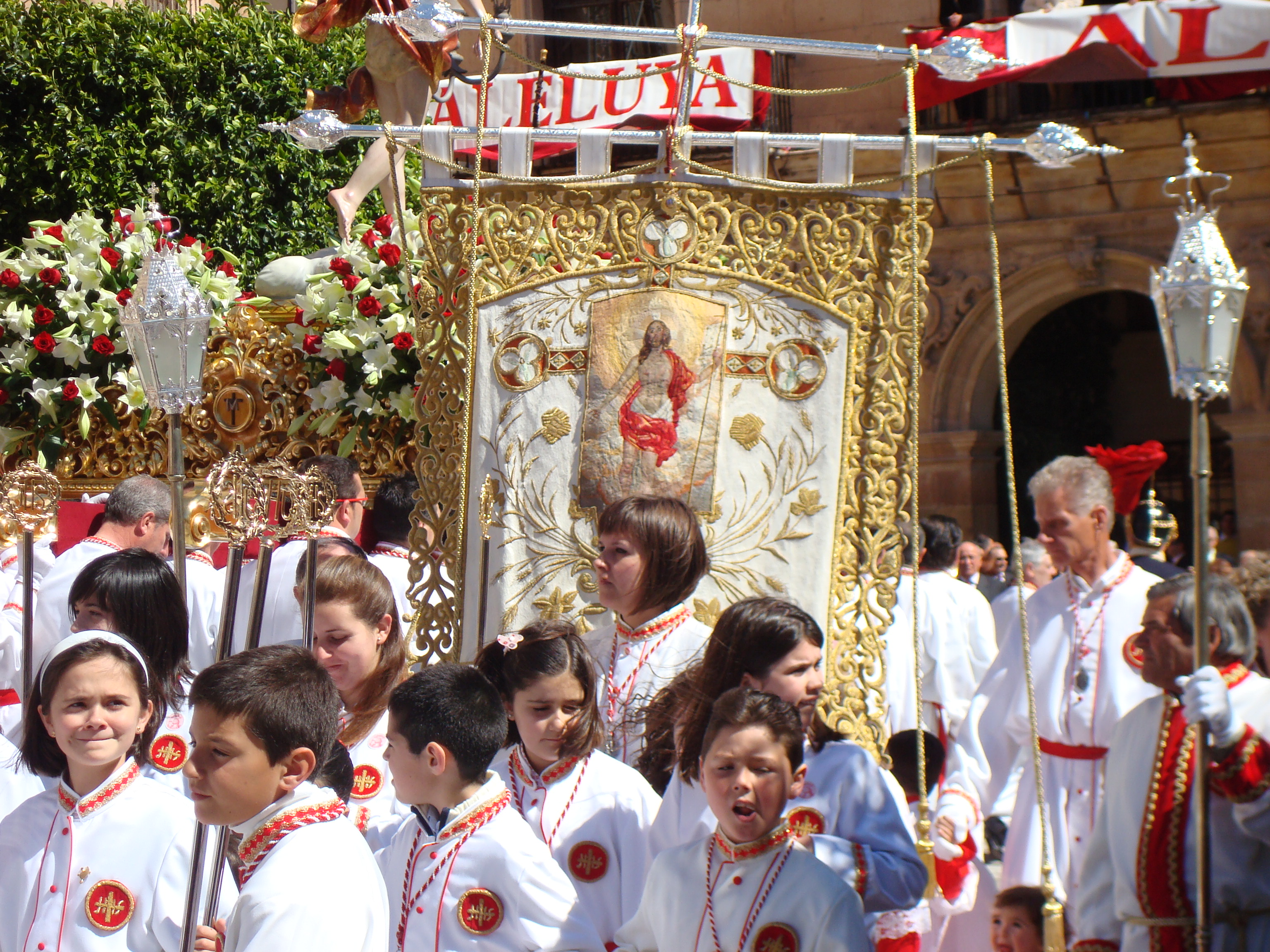
セマナ・サンタ

18世紀、ロルカにはバロック様式の教会がいくつか建てられた。旧市街には同時に貴族の邸宅も建てられ、現在修復された。これらが歴史の足跡を今に伝えている。
19世紀以後、毎年受難週（セマナ・サンタ）の間礼拝行進が行われるようになった。ロルカの礼拝行進は、華やかさと敬虔な信仰心が入り交じった様相から非常にユニークである。ローマ兵士たちと4頭だて2輪戦車が、バロック様式の聖人像と交替し、素人がなりきるエジプト女王クレオパトラ7世、ネロ、悪魔やその他聖書・歴史上の人物が山車にのって現れるのである。
中世の要塞は国立の宿泊施設パラドールへ変えられ、遺跡はパワーショベルで運び出された。シナゴーグとユダヤ人ゲットーの跡が要塞近くで見つかっており、考古学者らの厳重な抗議にもかかわらず作業が続けられている。

## 経済
土地と水の大半が数世紀に渡り少数派の大土地所有者、カトリック教会の修道会に握られたあと、1960年代にロルカはゆるやかな経済成長を始めた。
今日もいまだ、地域の商業中心地となっても、経済は農業と養豚を基盤としている。ソルトペッパー、火薬、鉛加工も同様である。ロルカは、エクアドルやモロッコといった低所得労働者の移住のため人口増加が起きている。
ロルカは、ほぼ乾燥した谷の中にあるグアダレンティーン川（アラビア語で泥の川を意味する）周辺にある。事実、農業はスペイン中央部のタグス川からひかれた水に過度に依存している。灌漑用水路は、中世のムーア人支配時代にムルシア中にひかれた。

## スポーツ
サッカークラブ
- ロルカFC
- CFロルカ・デポルティーバ
- ロルカ・デポルティーバCF

## 人口
| ロルカの人口推移 1842－2011                             |
|                                                         |
| 出典:INE（スペイン国立統計局）1900年 - 1991年、1996年 - |

## 政治
| 任期      | 首長名                                                                      | 政党      |
| --------- | --------------------------------------------------------------------------- | --------- |
| 1979–1983 | ホセ・ロペス・フエンテス                                                    | PSRM-PSOE |
| 1983–1987 | ホセ・アントニオ・ガジェゴ・ロペス                                          | PSRM-PSOE |
| 1987–1991 | ホセ・アントニオ・ガジェゴ・ロペス                                          | PSRM-PSOE |
| 1991–1995 | ホセ・アントニオ・ガジェゴ・ロペス(91-93) ミゲル・ナバーロ・モリーナ(93-95) | PSRM-PSOE |
| 1995–1999 | ミゲル・ナバーロ・モリーナ                                                  | PSRM-PSOE |
| 1999–2003 | ミゲル・ナバーロ・モリーナ                                                  | PSRM-PSOE |
| 2003–2007 | ミゲル・ナバーロ・モリーナ(03-06) レオンシオ・コリャード・ロドリゲス(06-07) | PSRM-PSOE |
| 2007–2011 | フランシスコ・ホダル・アロンソ                                              | PPRM-PP   |
| 2011–2015 | フランシスコ・ホダル・アロンソ                                              | PPRM-PP   |
| 2015–2019 |                                                                             |           |
| 2019–2023 | n/d                                                                         | n/d       |
| 2023–     | n/d                                                                         | n/d       |

## 姉妹都市
- モリンス・デ・レイ、スペイン
- ベラ、スペイン
- アイウーン、西サハラ